# Эренштейн, Антон
Антон Эренштейн (Anton Ehrenstein) — иностранный лекарь при дворе Ивана III, приехавший в Москву в 1485 году. За неудачное лечение Каракачи, сына касимовского царевича, был выдан татарам, которые и зарезали его на льду Москвы-реки под одним из мостов. 
Антон Эренштейн выведен И. И. Лажечниковым как главный герой романа «Басурман» (1838). В романе он представлен как выходец из баронского рода Эренштейнов, чью гибель подстроили недоброжелатели из среды московского боярства. Антон добр, благороден и великодушен, является искусным лекарем и взаимно влюблён в Анастасию, дочь московского воеводы Василия Образца. Но уже стоя на пороге своей свадьбы и признательности москвичей, он оказывается «подставлен» при лечении касимовского царевича Каракачи и скоро вследствие этого казнён.